# NIPA2
NIPA2‏ (NIPA magnesium transporter 2) هوَ بروتين يُشَفر بواسطة جين NIPA2 في الإنسان.